# Choricymoza sequoiae
Choricymoza sequoiae är en insektsart som beskrevs av Bliven 1955. Choricymoza sequoiae ingår i släktet Choricymoza och familjen spetsbladloppor. Inga underarter finns listade i Catalogue of Life.